# Балажер
Балажер (у 1967-1993 — у складі села Іванівка; на угор. Balazsér) — село в Берегівській громаді Берегівського району Закарпатської області України.
Колишні назви — Белашей, Белашієво.

## Герб
У лазуровому перетятому щиті срібна хвилеподібна балка. У першій частині на зеленій землі срібне ягня, що тримає в лапах золотий хрест зі срібною корогвою, обтяженою червоним хрестом, що супроводжується в правому верхньому куті золотим сонцем без зображення обличчя з такими ж променями, а в лівому верхньому куті — срібним півмісяцем. У другій частині червоне вігнуте вістря, обтяжене срібним мечем із золотим руків'ям і золотим перекинутим ключем, покладеними в косий хрест і супроводжуване праворуч трьома золотими листками, покладеними віялоподібно, а зліва - двома срібними рибами.

## Населення

### Мова
Розподіл населення за рідною мовою за даними перепису 2001 року:
| Мова       | Кількість | Відсоток |
| ---------- | --------- | -------- |
| угорська   | 737       | 90.32%   |
| українська | 76        | 9.31%    |
| російська  | 3         | 0.37%    |
| Усього     | 816       | 100%     |

## Історія

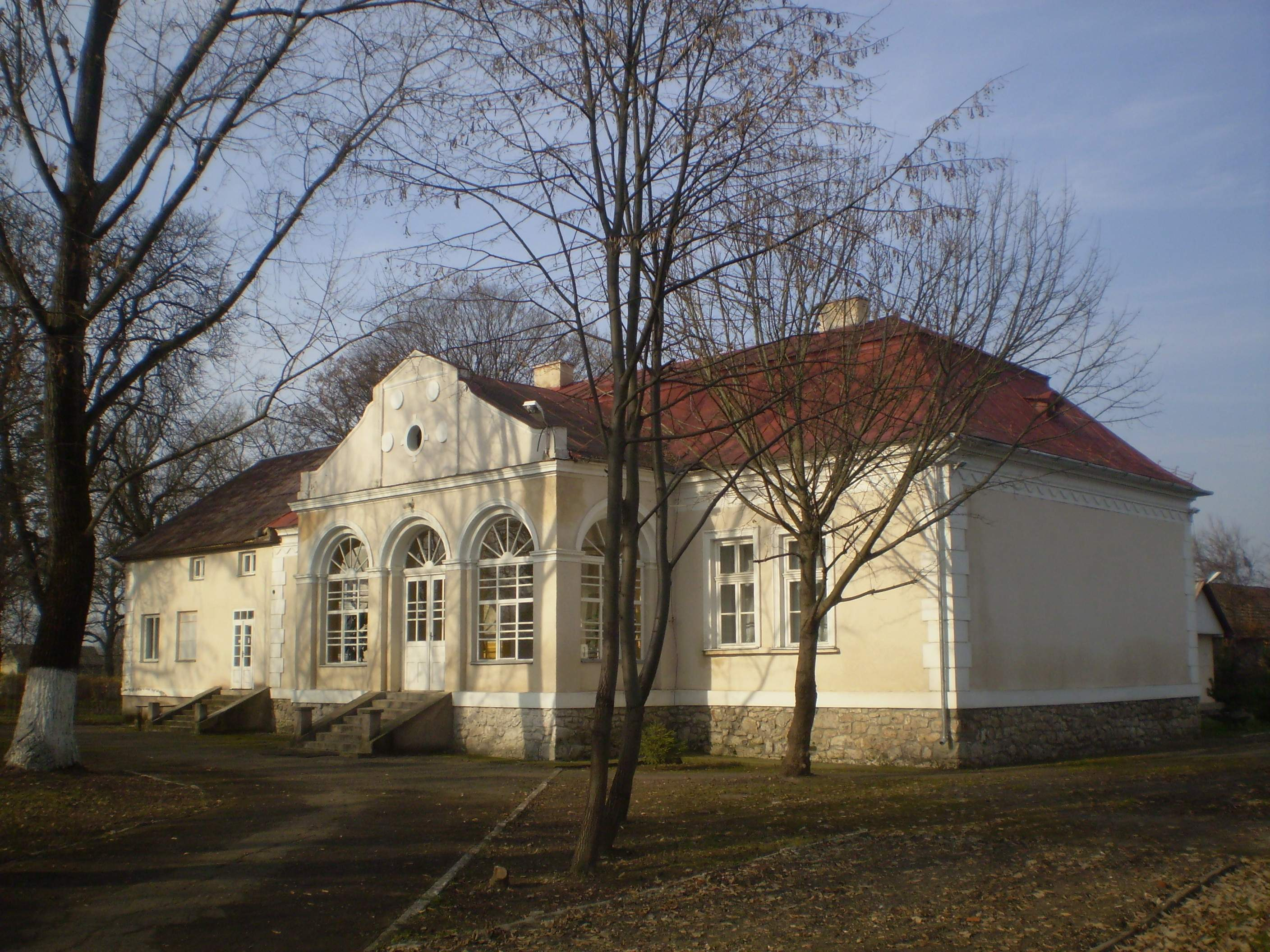
Палац родини Погані

Балажер вперше згадується в 1323 році як Болошей.
Інші згадки: 1323: Balasey, 1349: Balase, 1461: Balasce, 1542: Balaſe, 1550: Balaſer, 1552: Balaſe, 1564: Balaſſe, 1570: Balaſe, 1773: Balasér, 1808: Balazsér, Baláţiowa, Balazsiova, 1851: Balazsér, Balasijovo, 1864/65: Balazsér, 1877: Balazsér, 1913: Balazsér, 1925: Balaţer, 1930: Blaţejovo, 1944: Balazsér, 1983: Кузьмине, Кузьмино, 1995: Балажер.
Поселення було успадкованим маєтком Габріеля, сина Томаша Яноші, що доглядав за королівськими лісами.
У 1327 році король Карл Роберт повернув маєток попереднім власникам.
В минулому село Балажер (Балаше) простягнулося по березі річки Верке. В кінці вулиці Руської був водяний млин, про який згадується вже в 1429 році, коли оновлений млин силою відняла поміщиця Керестурі Гелеле від Чарнавадаі Петра. Недалеко від цього місця і археологом Т.Легоцьким в 1909 році були знайдені предмети бронзової епохи.
Про село Балажер в «Берегвармедє моногрфіяйо» Т.Легоцького згадується, що воно в кінці сімдесятих років XIX століття (1880) мало 1557 гольдів земельних угідь, 82 жилих будинків та 500 жителів, які розмовляли на українській (орос) та угорській мовах.
За документами, в 1348 році село Балажер за присутністю королівського намісника та єгерського капітула було поділено між синами поміщиків Лазара та Чарнавадаі. Міжусобиці феодалів, що тривали понад 200 років, закінчились кровопролиттям та захватом рухомого і нерухомого майна. Тому, селом часто володіли все нові поміщики, що тяжким ярмом лягало на плечі кріпосних селян.
В 1566 році село було розграбовано татарами (під правлінням турецького султана Сулеймана I Кануні), а через рік, в 1567 році королівські війська короля Мікши Кароля (1564—1576) під керівництвом Борнемісси Яноша і Салаї Ференца знову спустошили село, вісім господарств спалено.
У 1461 році ним володів Жігмонд Шурані і його сини.
В 1566 році, було розграбовано татарами.
У 1567 році угорський король Максиміліан ІІ під час рейдів його армій зруйнував це село.
На завершення, в 1569 році, управляючий Мукачівським замком Сентбенедекі Янош з Сентйанош Лайошом, керуючи озброєними селянами міста Берегсас, напали на володіння Шурані Ласло в селі Балажер, багатьох селян взяли в полон, забравши їх з собою, за що Шурані подав в суд.
Дальше в Монографії розповідається, кому в подальшому в володіння переходило село. Так, наприклад, в 1651 р.за рішенням короля Фердінанда III (1637—1657) у володіння село отримали сім"ї поміщиків Перені та Б. Калоі, в 1687 році половина села перейшла у володіння поміщику Петру Мартину, який володів ним та ще й такими селами: Кальником, Пацканьовом, Бистрим, Шурань, Попі, Астей, та ін.
Через кілька десятиліть в селі Балажер з'явились нові землевласники, такі як Погань Пал, затім його дружина Погань Етелка, яка ще й при Чехословацькій республіці здавала землі в оренду. В кінці другої світової війни вона виїхала в Угорщину. В селі Балажер від її володінь залишилась садиба, яка й до сьогодні існує, в даний час вона, за рішенням сесії Яношівської сільської ради, в 2000 році перейшла у власність Балажерської реформатської релігійної громади, які здали її в довгострокову оренду Закарпатській реформатській релігійній громаді. Садиба розквітла, в результаті довгочасних реставраційних та ремонтних робіт, тут проводяться релігійні заходи, літнє таборування дітей, тощо.
До 1770 року село Балажер мало свій реформатський приход та священика. Приход мав свою круглу печатку «A balazséri református egyházközség pecsétje — 1558», (Печатка Балажерської реформатської релігійної громади — 1558).З 1773 року Балажерські реформати належали до Яношівської реформатської релігійної громади (приходу), вони мали свою часовню, яку в 1911 році розібрали на будівельні матеріали з такою метою, що почнуть з нього будувати свою церкву. В селі були й католики, вони теж належали до Яношівського релігійного приходу. В 1897 році греко-католики села Балажер збудували собі церкву і мали свого священика до 1953 року. З цієї дати вони належали до Яношівського греко-католицького приходу.
Культурних закладів (бібліотек, клубу, школи) село не мало. В селі, в будинках дяків функціонували дві школи (реформатів і греко-католиків), в яких дітей навчали кантори -дяки. Навчання було платним, тому вчилися тільки діти з багатих сімей. Початкова школа на державному утриманні була відкрита тільки за часів Чехословацької республіки, в 1926 році. Учні 5-6 класів навчалися в Яношівській початковій школі. З приходом радянської влади в селі були засновані 2 початкові школи, одна з українською, інша — з угорською мовою навчання, був відкритий клуб, бібліотека та фельдшерсько-акушерський пункт.
В першій світовій війні з села брало участь 50 чоловік, 5 з них загинули.

## Пам'ятки
- В селі розташований невеликий палац із парком — маєток часів 20-х років 20-го століття, що належив родині Чебі Погань.
Мешканці села називають маєток угорським словом «Каштей» (палац), і знаходиться він на однойменній вулиці. Після 2-ї світової війни тут розташували школу, а потім — центр для військової підготовки старшокласників. Той період негативно відобразився на садибі: значну частину великого парку було вирубано, на звільнених місцях було побудовано низку будиночків для літнього таборування молоді, яка готувалась до призову в армію. До палацу ж з тилу приєднали недоречні прибудови, які сильно псують його задню частину, тому урочисто і шляхетно він виглядає лише з фасаду. За переказами, під одним із вцілілих дерев, за заповітом був розвіяний прах представника роду власників маєтку.
На початку 2000-х років приміщення колишньої садиби отримала реформатська церква, і влаштувала в ньому Центр Конференцій «Бейтел». Тепер тут проводяться семінари та лекції з релігійної тематики, а влітку в колишньому маєтку відпочиває, навчається та розважається позмінно понад тисяча підлітків реформатського віросповідання, з Берегівщини та Мукачівщини. Живуть вони в зручних кімнатах на 6-8 ліжок, з усіма вигодами, розміщеними як у палаці, так і в колишніх будиночках «курсантів», а також у переробленому на комфортний гуртожиток колишньому стрілецькому тирі. В міжсезоння частина приміщень використовується в якості гостелу.

## Храми

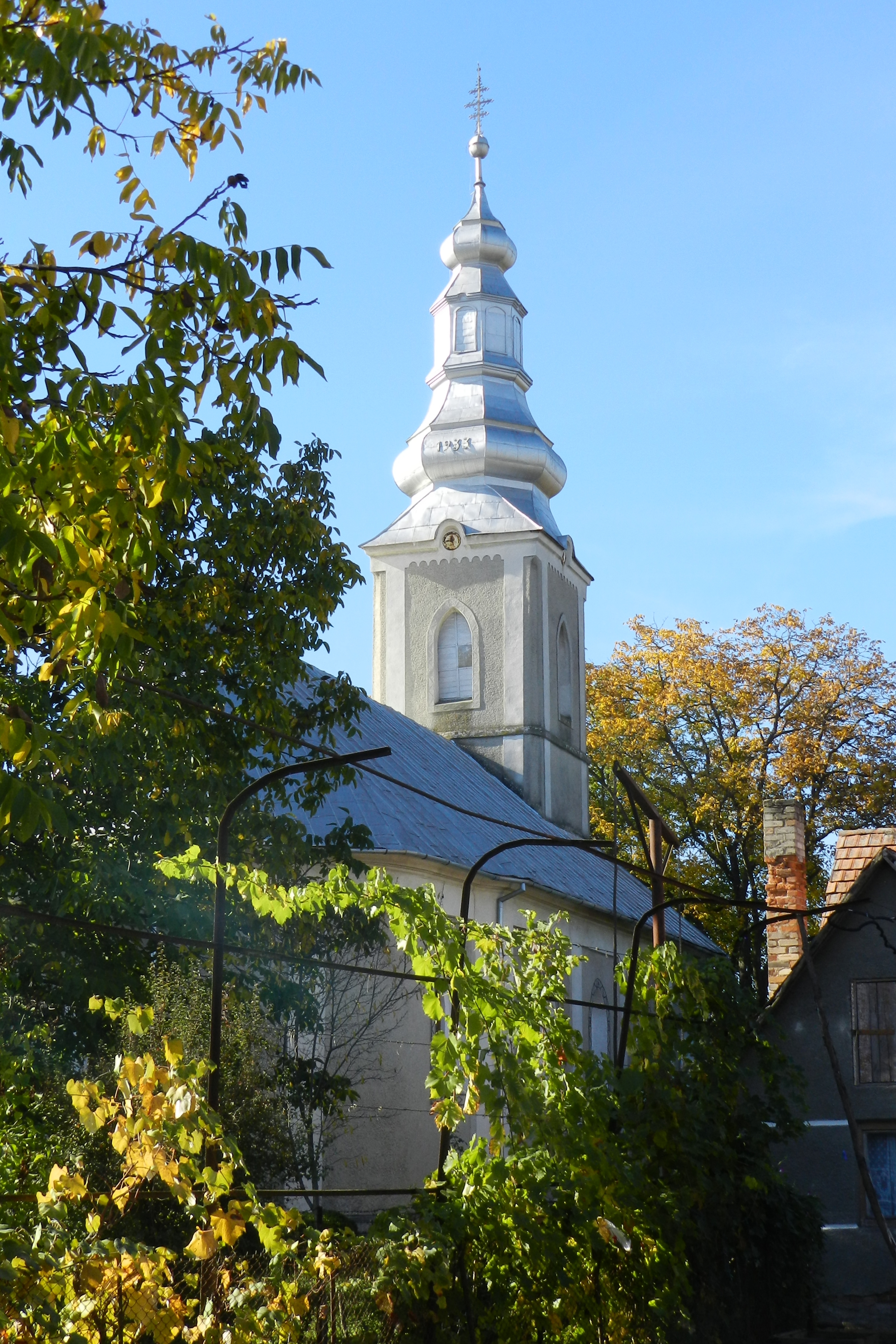
Греко-католицька церква, 1897 р.

В XV ст. в селі була побудувала римо-католицька церква на честь Святого Борнобаша. В 1558 р. місцеві жителі прийняли реформаторську віру, і храм змінив конфесію. В 1801—1803 рр. церква була відреставрована та перебудована. З 1991 р. в селі діє також новозбудований реформаторський храм.

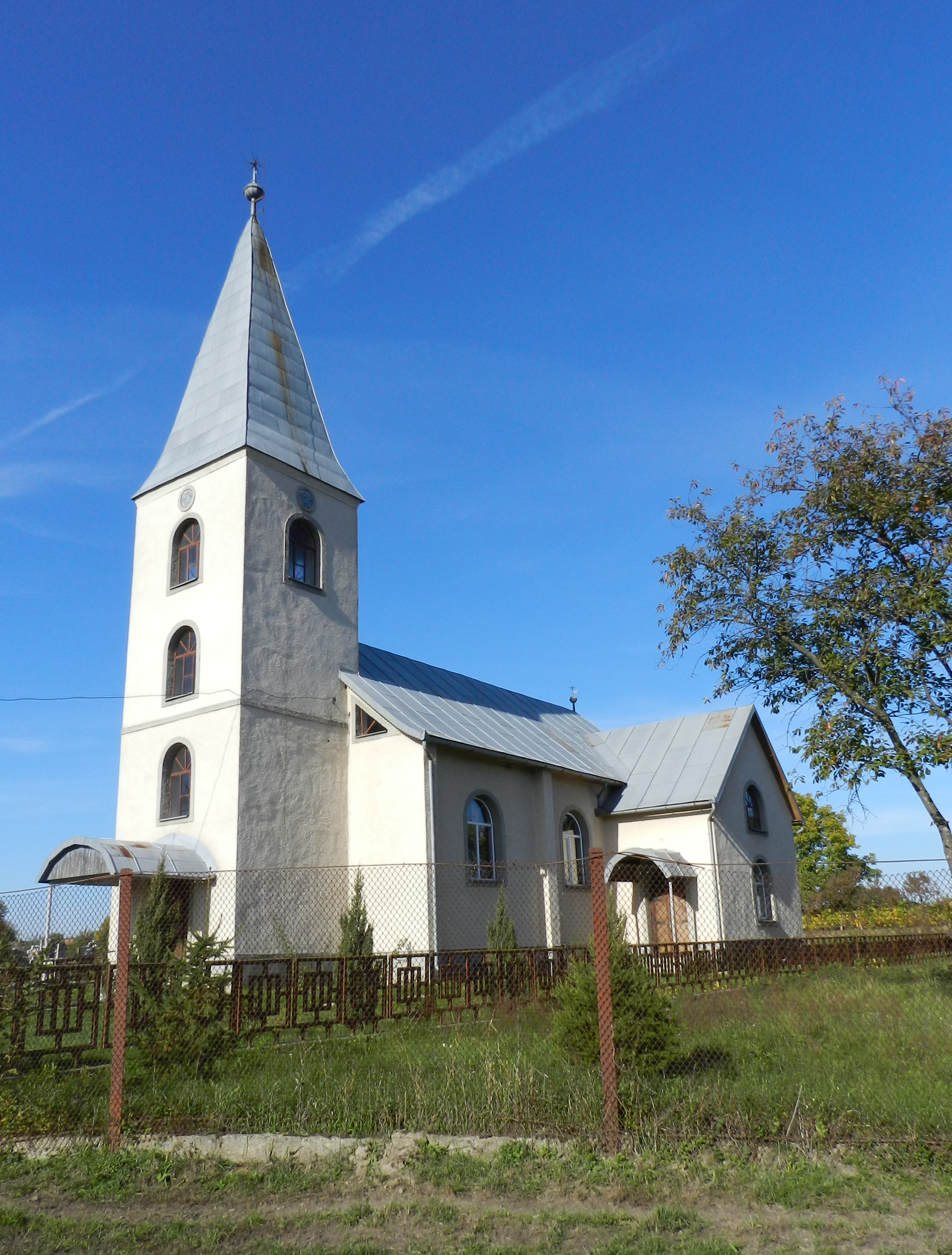
Реформатська церква, 1801—1803 рр.

Греко-католицький храм був побудований в 1897 р., на честь Св. Петра і Павла. В радянські часи храм відібраний в православну парафію.

## Туристичні місця
- палац із парком  20-х років 20-го століття, що належив родині Чебі Погань.
- під одним із вцілілих дерев, за заповітом був розвіяний прах представника роду власників маєтку.
- документальний фільм «Балажер. Корегування реальності» про село Балажер, який виграв нагороду «Кращий документальний фільм» на 33-у Інтернаціональному фестивалі студентських фільмів у Мюнхені. 
- у XV ст. в селі була побудувана римо-католицька церква на честь Святого Борнобаша
- греко-католицький храм 1897 р., Св. Петра і Павла
- з 1991 р. в селі діє реформаторський храм. 

## Відомі люди
- Бращайко Михайло — український політичний діяч Закарпаття, Голова конституційно-правничої комісії Сойму Карпатської України.
- Берегівчанка, студентка Цюріхського інституту мистецтв, Леся Кордонець зняла документальний фільм «Балажер. Корегування реальності» про село Балажер, який виграв нагороду «Кращий документальний фільм» на 33-у Інтернаціональному фестивалі студентських фільмів у Мюнхені. Режисеру на прикладі старого громадського автобуса вдалося показати історію віддаленого прикордонного регіону в Європі та утопічні сподівання соціалістичної держави.